# Ingalill (dikt)
Ingalill är en dikt av Gustaf Fröding, ur diktsamlingen Guitarr och dragharmonika. Dikten publicerades ursprungligen tillsammans med ”Herr Sölfverdals visa” och ”Herr Lager och Skön fager” i häftet Tre Gammaldags Visor 1893 och upptogs först i Guitarr och dragharmonikas andra upplaga.

## Inspiration
Dikten är inspirerad den medeltida balladen om Inga liten kvarnpiga, som handlar om en fattig flicka, som spelar så gripande att hon trollbinder alla med sitt spel, inklusive kungen, som hon sedan gifter sig med. Andra strofens två inledande rader är ett direkt citat från en folkvisevariant av balladen, upptecknad i början av 1800-talet:
Inga lilla, Inga lill, qväd visan för mig
 Mitt halva kungarike det vill jag gifva dig.
Eftersom dikten utspelar sig i borgmiljö ser John Landquist en inspiration från Walter Scotts riddarromantik.

## Tonsättningar
Dikten har tonsatts av flera kompositörer, bland andra Nanny Lejdström och Eyvind Alnæs. Den mest kända tonsättningen har gjorts av Wilhelm Stenhammar.

## Övrigt
Dikten har gett namn åt gatan Ingalills väg i stadsdelen Kronoparken i Karlstad.